# Boîte blanche
 (octobre 2016).
Si vous disposez d'ouvrages ou d'articles de référence ou si vous connaissez des sites web de qualité traitant du thème abordé ici, merci de compléter l'article en donnant les références utiles à sa vérifiabilité et en les liant à la section « Notes et références ».
Dans la théorie des systèmes, une boîte blanche (de l'anglais white box), ou boîte transparente, est un module d'un système dont on peut prévoir le fonctionnement interne car on connaît les caractéristiques de fonctionnement de l'ensemble des éléments qui le composent. Autrement dit une boîte blanche est un module qui comporte aussi peu de boîtes noires que possible. On qualifie les systèmes mixtes de « boîtes grises ». Les systèmes complexes s'articulent autour du paradigme boîte noire - boîte blanche, c'est-à-dire qu'ils forment un ensemble cohérent dont il convient de prévoir le fonctionnement ou les scénarios. Cette théorie est particulièrement bien adaptée au problème des tests logiciels en informatique.

## Test par boîte blanche
Pour comprendre le fonctionnement d'une boîte blanche, afin de s'assurer qu'elle est effectivement une boîte blanche, il convient de procéder à des tests structurels connus sous le nom de « test par boîte blanche », de l'anglais white-box testing (on trouve aussi les expressions anglaises glass-box testing ou encore clear-box testing).
En informatique, c'est une méthode de test logiciel visant à analyser un programme informatique dont on connaît exactement le fonctionnement interne. On peut utiliser le code source du programme.
Dans le domaine particulier de la sécurité informatique, on parle de test d'intrusion ou de vulnérabilités. Cette méthode permet de trouver des erreurs subtiles qu'il est difficile de localiser avec des outils d'analyse automatique (tels que SPlint, Rats ou Flawfinder). On peut reprocher à cette méthode d'être coûteuse en temps car l'analyse manuelle est lente. De plus, dans le cas où l'on trouve une erreur, on ne sait que difficilement si elle sera exploitable en pratique.